# Longxudai Shuiku
Longxudai Shuiku är en reservoar i Kina. Den ligger i provinsen Guangdong, i den södra delen av landet, omkring 120 kilometer nordväst om provinshuvudstaden Guangzhou. Longxudai Shuiku ligger 245 meter över havet. Arean är 0,93 kvadratkilometer. I omgivningarna runt Longxudai Shuiku växer i huvudsak städsegrön lövskog. Den sträcker sig 1,7 kilometer i nord-sydlig riktning, och 1,9 kilometer i öst-västlig riktning.
Genomsnittlig årsnederbörd är 2 378 millimeter. Den regnigaste månaden är maj, med i genomsnitt 478 mm nederbörd, och den torraste är oktober, med 37 mm nederbörd.